# Arthur Lyon Bowley
Arthur Lyon Bowley, född 6 november 1869 i Bristol, död 21 januari 1957, var en engelsk statistiker.
Bowley blev efter framgångsrika studier vid universitetet i Cambridge elementarlärare i matematik och var från upprättandet av "London School of Economics" inom Londons universitet (1895), varit universitetslärare i statistik där och blev 1915 professor i statistik vid nämnda lärosäte. Bowley var president i Econometric Society 1938-39. Royal Statistical Society tilldelade honom Guymedaljen i guld 1935 och han var dess president 1938-40.
Av hans arbeten kan nämnas Elements of Statistics (1901, andra upplagan 1902), på sin tid en av de bästa existerande framställningarna av statistikens teori. Dessutom publicerade han (i "Journal of the Royal Statistical Society") förarbeten till hela 1800-talets lönehistoria i Storbritannien (delvis utgivna i bokform under titel Wages in the United Kingdom in the Nineteenth Century, 1900), gjorde inlägg i striden om den brittiska handelspolitiken (National Progress in Wealth and Trade since 1882, 1904) och lämnade talrika bidrag till statistiska och ekonomiska tidskrifter.